# Flotsam & Jetsam

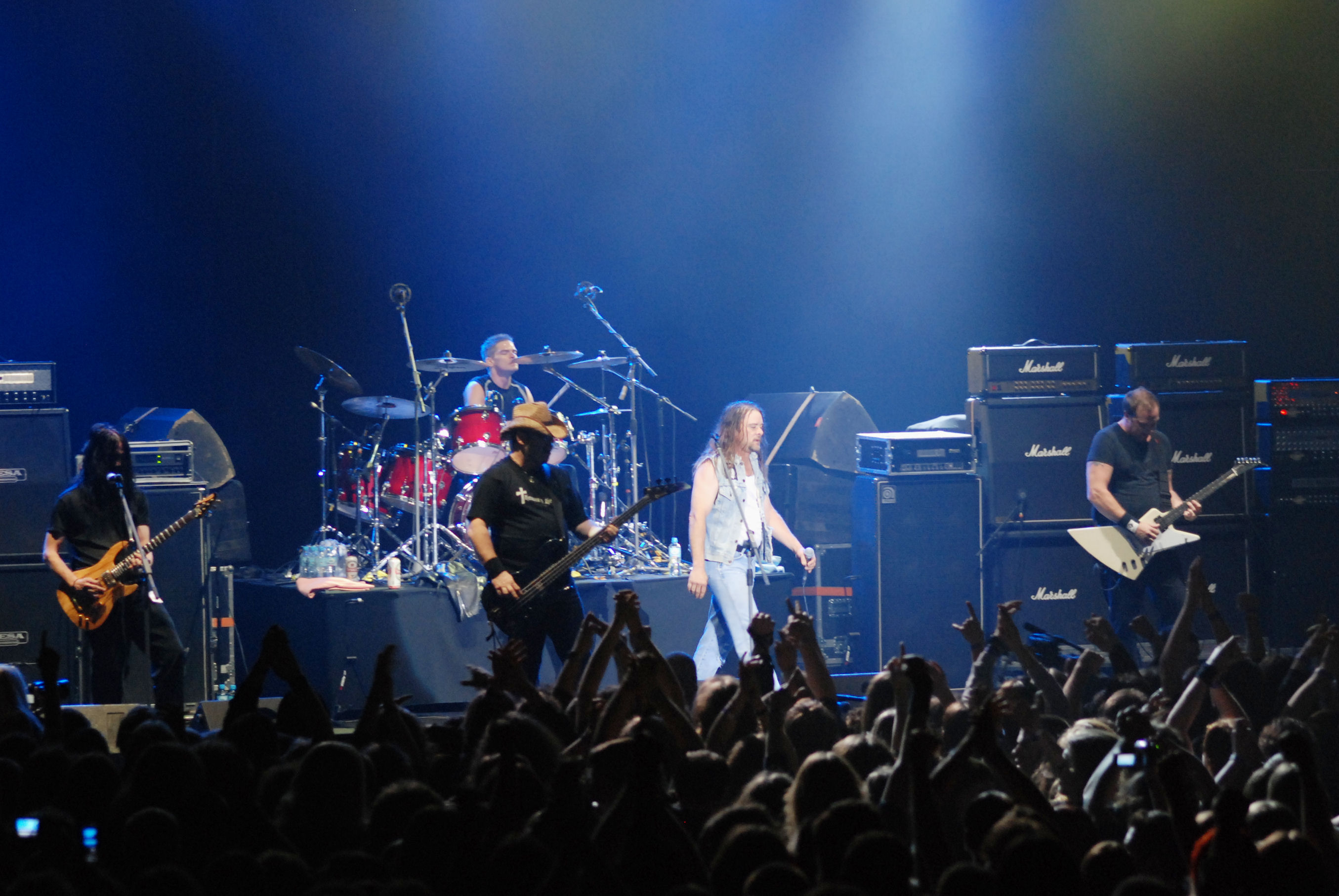
Flotsam & Jetsam op Metalmania 2008.

Flotsam & Jetsam is een Amerikaanse thrashmetalband die werd opgericht in 1982. Flotsam en jetsam zijn Engelse termen uit de zeevaart; flotsam is overboord geslagen afval, jetsam is afval dat overboord is gegooid door de bemanning. 

## Bezetting

### Huidige bandleden
- Eric A.K. Knutson - zanger
- Michael Gilbert - gitarist
- Steve Conley - gitarist
- Bill Bodily - bassist
- Ken Mary - drums

### Voormalige bandleden
- James Rivera - zanger
- Kevin Horton - gitarist
- Mark Vazquez - gitarist
- Mark Simpson - gitarist
- Edward Carlson - gitarist
- Jason Newsted - bassist
- Jason Ward - bassist
- Phil Rind - bassist
- Mike Spencer - bassist
- Troy Gregory - bassist
- Craig Nielsen - drummer
- Kelly Smith - drummer
- Michael Spencer - bassist
- Jason Bittner - drummer

## Biografie
De originele naam van Flotsam and Jetsam was "Paradox". De formatie bestond uit Drummer Kelly David-Smith en twee andere gitaristen, tot in 1982 bassist Jason Newsted zich bij de band voegde. Kelly en Jason (hij deed ook de vocals) speelden hun eerste optreden als "Dredlox" samen met Mark Vasquez en Kevin Horton. Kelly zag 'A.K.' (Eric A. Knutson) zingen bij een talent show op de High School waar A.K. zat. In 1983 zaten ze in dezelfde Summerschool klas en Kelly vroeg of A.K. wilde auditeren voor zijn band.
In 1983 verliet Kevin de band, en Ed Carlson verving hem. De naam van de band veranderde in "The Dogz", maar dit hield niet lang stand. De band veranderde hun naam in 'Flotsam and Jetsam' nadat ze een song hadden geschreven, geïnspireerd op een hoofdstuk van J.R.R. Tolkiens The Two Towers.
De band maakte zijn live-debuut in lokale clubs in Phoenix en in Californië, waar ze de kans kregen om te spelen met bands als Megadeth, Armored Saint, Alcatraz, Malice, Exciter, Mercyful Fate, Riot, Autograph.
In 1985 verliet Mark de band en werd vervangen door de toen 17-jarige Michael Gilbert. In datzelfde jaar bracht Flotsam and Jetsam twee demotapes uit: Iron Tears en Metal Shock. Van laatstgenoemde demo brachten ze een video uit voor Hammerhead: “We hebben het opgenomen in Jason en Eds appartement. Ook voor de beruchte Bootlegger hebben we een video gemaakt.” De video’s en demo’s werden goed ontvangen door Metal Blade Records, waar ze een contract kregen.

### 1986 – 1988: Doomsday for the Deceiver
Onder het contract van MBR brachten ze hun eerste album uit, met producer Brian Slagel. De release van Doomsday for the Deceiver was op 19 juli 1986. Veel mensen zijn van mening dat dit album als mijlpaal in de geschiedenis van de thrashmetal en het was het eerste album dat ooit in KERRANG een 6K rating kreeg.
Al snel na het uitbrengen van Doomsday for the Deceiver, werd Jason Newsted, die de songteksten voor dit album schreef, door Metallica gevraagd om de verongelukte Cliff Burton te vervangen. Flotsam and Jetsam vroeg Phil Rind van Sacred Reich om Jasons plaats te vervangen voor een korte periode. Daarna verving Michael Spencer van de Sacramento band "Sentinel Beast".
In die tijd tekende Flotsam and Jetsam bij Metallica’s label Elektra Records, waarna ze hun eerste Europese tour maakten met Megadeth (1987).

### 1988 – 1992: No Place for Disgrace en When the Storm Comes Down
In 1988 werd Michael Spencer vervangen door Troy Gregory en in datzelfde jaar brachten ze hun tweede album No Place for Disgrace uit. Opmerkelijk aan dit album was de cover van Elton John Saturday Night's Alright for Fighting, waar ook een videoclip van is gemaakt.
In deze periode toerde Flotsam and Jetsam met Megadeth, Testament en Sanctuary door Europa tijdens de "So Far.., So Good.., So What" tour.
Flotsam and Jetsam tekende met het Music Corporation of America (MCA) en werkte aan hun derde album When the Storm Comes Down, deze is uitgebracht in mei 1990. Helaas werd dit album niet goed ontvangen door de fans, omdat de productie zeer slecht was.

### 1992 – 1995: Cuatro
Al snel na het uitbrengen van When the Storm Comes Down, verliet Troy Gregory de band. Jason Ward verving hem.
In 1992 werd het album Cuatro uitgebracht. Op dit album werd merkbaar dat de stijl veranderd was. Het typische Speed/Thrash-geluid was niet meer te vinden. Toch was het album succesvol, mede door de goede productie van Neil Kernon. Van dit album werden vier singles uitgebracht en voor de singles 'Swatting at Flies' en 'Wading Through the Darkness' werden videoclips geschoten.

### 1995 – 1999: Drift en High
Het vijfde album, Drift werd uitgebracht in april 1995. Er werden van dit album drie singles uitgebracht. Jason Ward droeg dit album op aan zijn in 1993 overleden broer Jeff Ward, bekend van bands als Nine Inch Nails, Ministry, Revolting Cocks en Lard. Een lange pauze volgde na de release van Drift.
Tijdens Flotsam en Jetsams tour met Megadeth en Korn werden ze ontslagen door MCA en kwamen terug bij hun eerste label Metal Blade Records. In 1997 brachten ze High uit. De namen van de nummers van dit album werden geïnspireerd door logo’s van bekende bands als Iron Maiden, Metallica, Kiss, Van Halen, AC/DC, Judas Priest en Misfits. Het geluid van dit album was meer experimenteel dan vorige albums en ook op dit album werd een cover gemaakt: Lard’s Fork Boy. Helaas werd dit album niet zo goed ontvangen als eerdere albums door de fans.
Na de release van dit album verlieten Michael Gilbert en Kelly Smith de band. Ze werden vervangen door gitarist Mark Simpson en drummer Craig Nielsen. Met deze nieuwe line-up toerde Flotsam and Jetsam door Europa met Anvil en Exciter.

### 1999 – 2002: Unnatural Selection en My God
In 1999 werd Unnatural Selection uitgebracht. Hierna was het even stil rond Flotsam and Jetsam, Mark Simpson nam een korte pauze. In 2000 voegde hij zich weer bij de band, waarna My God in 2001 werd uitgebracht. Mark schreef de meeste nummers van dit album.
In dezelfde periode richtte Eric A.K. zijn eigen countryband op: The A.K. Corral. Hij verliet Flotsam and Jetsam, gedemotiveerd omdat hij al vijftien jaar had gespendeerd, wachtend op een doorbraak, zonder succes.
Hierna was het wederom even stil rond Flotsam and Jetsam, al vonden ze na een tijd een nieuwe zanger: James Rivera, die vooral de concerten op zich nam. De band merkte toch op dat niemand anders dan Eric A.K. de zanger kon zijn van de band, en Rivera verliet de band al snel.

### 2002 – 2006: Live in Phoenix en Dreams of Death
In 2002 en 2003 trad de band maar sporadisch op, maar in 2003 voegde Eric A.K. zich al snel weer bij de band voor optredens in Phoenix en Los Angeles. Een live opname van deze shows werd uitgebracht op dvd in 2004 onder de naam Live in Phoenix.
Nadat Flotsam and Jetsam bij het Crash Music Label tekende, voegde Eric A.K. zich officieel weer bij de band. In deze periode gingen ze met Overkill en Death Angel toeren in Japan, voor een aantal uitverkochte concerten, zalen van meer dan 1000 personen.
In 2005 ging Flotsam and Jetsam opnieuw de studio’s in, om het nieuwe album op te nemen. De lyrics waren geïnspireerd door de nachtmerries van Eric A.K. Dit resulteerde in de titel Dreams of Death.

### 2006 – 2013: Live in Japan, Once in a Deathtime en The Cold
In 2006 werd er een live dvd uitgebracht van een van de concerten van de tour door Japan. Deze heet Live in Japan. Het gaat om het concert van the Citta Club in Tokio, 2004.
In november van 2006 werd Doomsday for the Deceiver opnieuw uitgebracht door Metal Blade Records, om het twintig jaar bestaan van dit album te vieren. Deze set (2 cd's en dvd) bevat de originele opname van Doomsday for the Deceiver en een geremixte- en geremasterde versie en ook de twee Flotsam and Jetsam demo's (Iron Tears en Metal Shock). De bonus-dvd bevat zeldzaam live-materiaal, een interview gefilmd in Kelly's High School en een collectie foto's.
In de lente van 2008 verbeterde Metal Mind Productions een aantal albums, en bracht deze opnieuw uit: When the Storm Comes Down, Cuatro (inclusief vijf bonusnummers), Drift (inclusief drie bonusnummers) en Dreams of Death.
In 2008 toerde Flotsam and Jetsam weer door Europa, waar ze ook het festival Metalmania in Polen aandeden. Van dit optreden werden opnamen gemaakt, wat later is uitgebracht op dvd: Once in a Deathtime. In hetzelfde jaar tekende de band bij het label Driven Music Group, wat het label was van voormalig Korn gitarist Brian "Head" Welch.
In 2008 bgon Flotsam and Jetsam bezig met het schrijven, opnemen en mixen van het album The Cold. Edward Carlson speelde nog wel mee op het album maar werd na de opnamen vervangen door voormalig gitarist Michael Gilbert. Carlson wilde zelf uit de band en zorgde ook zelf voor zijn vervanging. Het album The Cold werd in september 2010 uitgebracht.
Midden 2012 was de band bezig met de opnamen van het album Ugly Noise. Financiering hiervan werd bewerkstelligd via de crowdfunding-website Pledgemusic.com. Mark Simpson en Craig Nielsen waren inmiddels opgestapt. Edward Carlson was weer terug in de band, evenals drummer Kelly David Smith. Hierdoor was de band, met uitzondering van bassist Jason Newsted, weer in haar originele bezetting. In Januari 2013 kwam Ugly Noise uit.

### 2014 - heden: Remake No place for Disgrace en nieuw album
In de tweede helft van 2013 nam Flotsam and Jetsam hun klassieker No Place For Disgrace opnieuw op. Ook dit gebeurde weer via PledgeMusic.com. Michael Spencer, de oorspronkelijke bassist op het album, speelde de baspartijen in en daarmee was de originele line-up van No Place For Disgrace bij elkaar. De band besloot tot het opnieuw opnemen van het album omdat niet duidelijk was wie de rechten bezit van de originele opnames. Het album werd uitgebracht in februari 2014. De band was inmiddels al begonnen aan een Europese tournee waarbij de band optrad als voorprogramma van Sepultura.
Het succes van het nieuw uitgebrachte album en de tournee bracht de band tot het schrijven van een nieuw album. Eind 2014 verliet drummer Kelly Smith de band vanwege familieomstandigheden. Hij selecteerde zelf een vervanger, Jason Bittner, een goede vriend van hem. Na de opnamen ging de band in 2015 weer op tournee. Het album, met als titel Flotsam & Jetsam werd uitgebracht op 20 mei 2016.

## Discografie

### Cd
- Doomsday For The Deceiver (1986)
- No Place For Disgrace (1988)
- When The Storm Comes Down (1990)
- Cuatro (1992)
- Drift (1995)
- High (1997)
- Unnatural Selection (1999)
- My God (2001)
- Dreams Of Death (2005)
- The Cold (2010)
- Ugly Noise (2013)
- No Place For Disgrace 2014 (2014)
- Flotsam & Jetsam (2016)
- The end of Chaos 2019
- Blood in the Water 2021

### Ep
- Never To Reveal (1992)

### Live
- Live In Phoenix (2005)

### Dvd
- Live In Phoenix (2004)
- Live In Japan (2006)
- Once In A Deathtime (2008)

### Boxsets
- Doomsday For The Deceiver: 20th Anniversary Special Edition (2006)

## Externe bronnen
- Officiële website
- Band Myspace